# Didion longulum
Didion longulum är en skalbaggsart som beskrevs av Thomas Casey 1899. Didion longulum ingår i släktet Didion och familjen nyckelpigor. Inga underarter finns listade i Catalogue of Life.